# NGC 542
NGC 542 je spirální galaxie v souhvězdí Andromedy. Její zdánlivá jasnost je 14,8m a úhlová velikost 1,0′ × 0,2′. Je vzdálená 215 milionů světelných let, průměr má  světelných let. NGC 542 tvoří s galaxiemi NGC 529, NGC 531 a NGC 536 kompaktní skupinu galaxií Hickson Compact Group 10. Galaxii objevil 16. října 1855 na hradě Birru 72 palcovým dalekohledem Williama Parsonse, lorda Rose jeho asistent R. J. Mitchell.

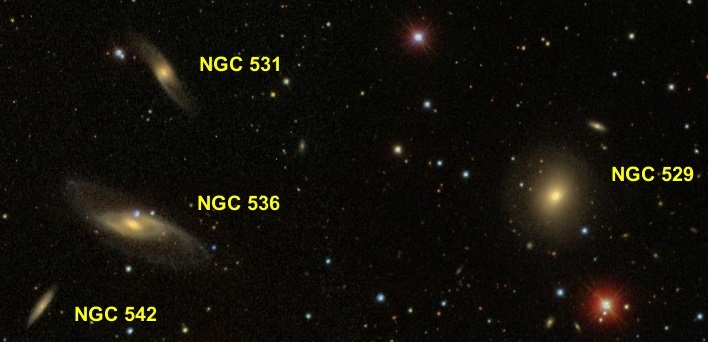
NGC 542 s NGC 529, NGC 531 a NGC 536 tvořící skupinu HCG 10 (SDSS)